# Награди „Оскар“ (76-а церемония)
Седемдесет и шестата церемония по връчване на филмовите награди „Оскар“ се провежда на 29 февруари 2004 г. в Кодак Тиътър в американския град Лос Анджелис. Номинациите са обявени на 27 януари същата година.